# Rullo (trasporto)
I rulli sono, dopo la ruota, l'organo di movimento più conosciuto e utilizzato fin dalla antichità:
lo usavano gli egiziani nella costruzione delle piramidi, viene utilizzato tutt'oggi nei moderni trasportatori meccanici.
Il rullo dell'antichità era composto semplicemente da un tronco di albero circolare, pulito e levigato in maniera da limitare l'attrito
veniva quindi posto tra il terreno ed il materiale da trasportare diminuendo così lo sforzo necessario per il suo movimento sfruttando il moto di puro rotolamento.

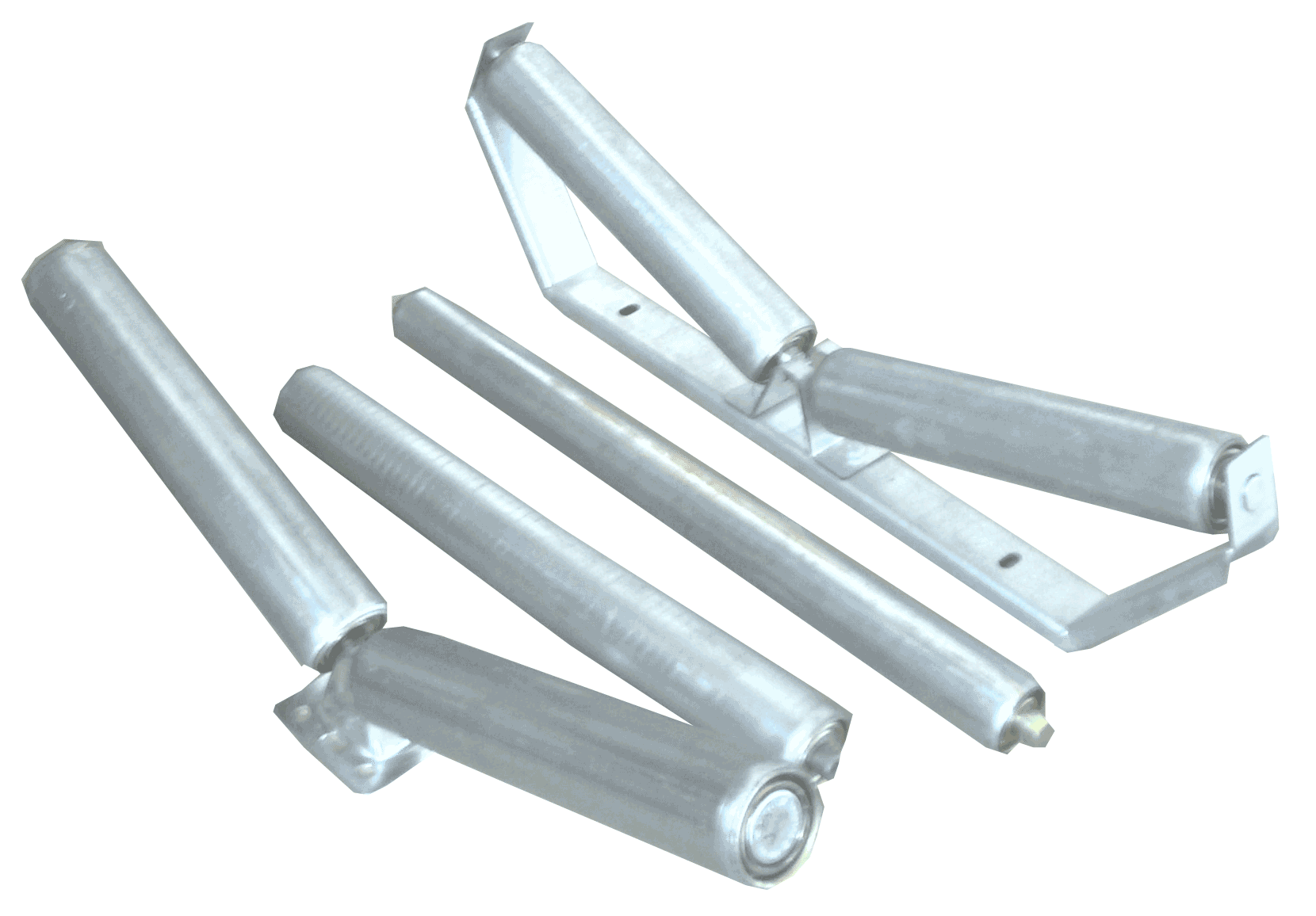
Rulli per nastro trasportatore.

Nell'epoca moderna il rullo si è poi sviluppato tecnologicamente modificandone:
- Materiali
- Forme
- Sistemi di trasmissione del moto tramite ad esempio: pignone; ingranaggio; puleggia; ecc.

L'originale "pezzo" di legno ha lasciato il posto ad un organo composto da più componenti, lasciando sostanzialmente invariato il suo semplice ma efficace concetto di funzionamento.
Attualmente i rulli sono normalmente composti da:
- Mantello (solitamente ricavato da tubo in acciaio o in PVC)
- Asse centrale in pratica il perno centrale attorno al quale ruota il mantello.
- Cuscinetti a sfere.
- Testate (solitamente ricavato tondo in acciaio pieno o da lamiera stampata) in cui si ricava l'alloggiamento per i cuscinetti, rendendo così possibile il collegamento tra mantello e asse centrale.

Al giorno d'oggi i rulli sono ampiamente utilizzati nella costruzione di vari trasportatori meccanici per i settori della movimentazione interna ed esterna di materiali, nella automazione industriale.
I rulli hanno caratteristiche diverse a seconda del settore in cui sono applicati. Esistono due grandi famiglie di rulli: rulli per la movimentazione di materiale sfuso (per cave, miniere, porti, cemento, ecc) e per la movimentazione di colli (pallet, cartoni, valigie, container, ecc). 
I rulli per movimentazione di colli sono normalmente composti da:
- Mantello (solitamente ricavato da tubo in acciaio o in PVC)
- Asse centrale in pratica il perno centrale attorno al quale ruota il mantello.
- Cuscinetti a sfere.
- Testata in acciaio o in materiale plastico
- Elemento per la trasmissione del movimento (ingranaggio, corona, puleggia, mozzo con chiavetta)